# 재클린 수잔

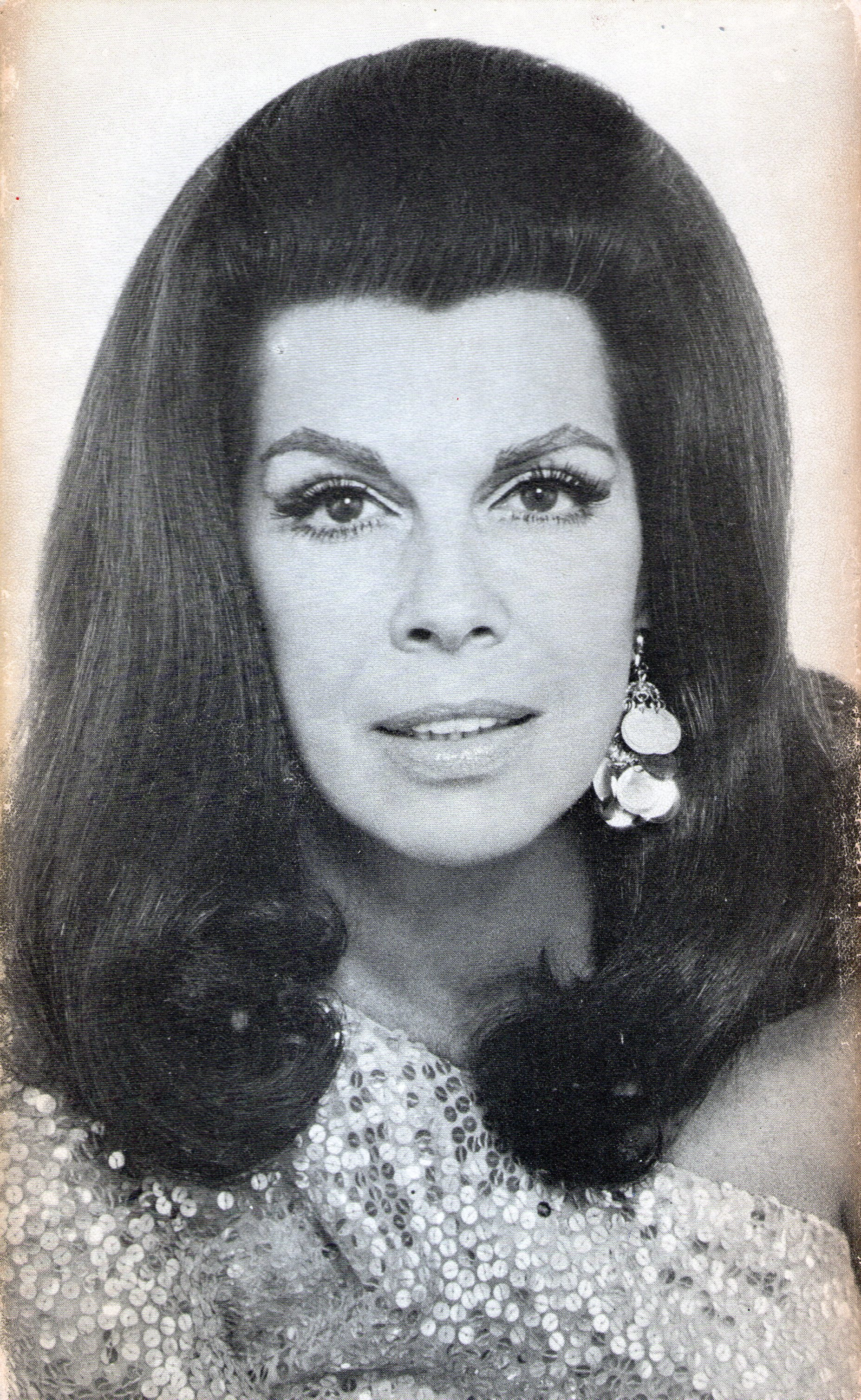

재클린 수잰(Jacqueline Susann, 영어 발음: /suːˈzæn/, 1918년 8월 20일 ~ 1974년 9월 21일)는 미국의 배우, 작가, 소설가이다.
필라델피아에서 태어났으며 뉴욕에서 사망하였다. 사인은 유방암이다.

## 출연 작품

### 영화
- 재뉴어리 (1975년)
- 인형의 계곡 (1967년)